# Balanophora fargesii
Balanophora fargesii là một loài thực vật có hoa trong họ Balanophoraceae. Loài này được (Tiegh.) Harms mô tả khoa học đầu tiên năm 1935.